# Postołowo (województwo pomorskie)
Postołowo (niem. Postelau) – wieś w Polsce położona w województwie pomorskim, w powiecie gdańskim, w gminie Trąbki Wielkie.
W latach 1975–1998 miejscowość położona była w województwie gdańskim.
Wieś stanowi sołectwo gminy Trąbki Wielkie.
Miejscowość jest siedzibą parafii rzymskokatolickiej św. Józefa, należącej do dekanatu Trąbki Wielkie w archidiecezji gdańskiej.

## Historia
Pierwsze wzmianki o Postołowie pochodzą z roku 1286. W latach 1773–1918 wieś podlegała administracji zaboru pruskiego, w 1919 znalazła się na terenie Wolnego Miasta Gdańska. Do 1 września 1939 na południe od Postołowa przebiegała granica pomiędzy Wolnym Miastem Gdańskiem i Polską. 1 września 1939 zostało włączone do niemieckiej III Rzeszy. Wiosną 1945 roku Postołowo znalazło się ponownie w Polsce.